# Buissard (rivière)
Cet article concerne le Riou de Buissard. Pour la commune hommonyme, voir Buissard.
 (novembre 2020).
Si vous disposez d'ouvrages ou d'articles de référence ou si vous connaissez des sites web de qualité traitant du thème abordé ici, merci de compléter l'article en donnant les références utiles à sa vérifiabilité et en les liant à la section « Notes et références ».
Le Riou de Buissard, ou Buissard, est un ruisseau de la vallée du Champsaur, dans les Hautes-Alpes. C'est un sous-affluent du Drac par le ruisseau des Granges. Il appartient au bassin hydrologique du Rhône.

## Cours
Le Buissard prend sa source sous la Pointe sud de la Venasque, à près de 2600 mètres d'altitude. De là il part brièvement vers l'ouest, puis le sud jusqu'à la hauteur du village de Chaillol, et enfin le sud-est jusqu'à sa rencontre avec le ruisseau des Granges dans lequel il se jette, à la hauteur de Saint-Julien-en-Champsaur, peu avant que celui-ci conflue avec le Drac un kilomètres plus au sud. 
La longueur de son cours est de 7,9 km.
Son bassin versant a la forme d'un éventail au sud du pic du Tourond,  et couvre essentiellement le territoire de la commune de Saint-Michel-de-Chaillol.
Dans sa partie haute, le torrent tend à s'infiltrer dans les dépôts alluvionnaires. Plus loin, il s'écoule sur les terres noires entre deux rives escarpées. Sa pente est forte, coupée de cascades. Par endroits, l'eau coule sur la roche-mère où elle forme un étroit chenal, ailleurs le fond est surtout constitué d'un ensemble de pierres roulées et de blocs. Le torrent est dans tut son cours inférieur entouré de feuillus et très ombragé.

## Communes et cantons traversés
Le Buissard traverse trois communes  :
- Saint-Michel-de-Chaillol (source)
- Buissard
- Saint-Julien-en-Champsaur (confluence)

toutes trois situées dans le canton de Saint-Bonnet-en-Champsaur.

## Affluents
Le Buissard a trois ruisseaux affluents contributeurs connus et un sous-affluent :
- le torrent de la pisse, 1,4 km, sur la commune de Saint-Michel-de-Chaillol[2]. Il descend du Pic du Tourond.
- le rieu tors, 1,8 km, sur la même commune de Saint-Michel-de-Chaillol[3].
- le ruisseau du collet, 3,3 km, sur les deux communes de Saint-Michel-de-Chaillol et Saint-Julien-en-Champsaur[4].
  - Le ruisseau du collet a lui-même un ruisseau contributeur le ruisseau des Cent Deniers, 1,2 km, sur la commune de Saint-Julien-en-Champsaur[5].

## Ponts
Trois ponts routiers franchissent le Buissard :
- le pont des Marrons, juste sous Chaillol
- le pont des Champets, où passe la route d'accès à Saint-Michel-de-Chaillol depuis Chabottes (D 43) ; on y trouve des bancs et une table taillés dans la roche et une table d'orientation
- le pont des Combettes, dans le défilé du Buissard.

## Canaux
Plusieurs canaux ont été construits pour dériver les eaux du torrent:
- Canal des Veyres: ancienne prise d'eau au niveau de la route actuelle menant à la Villette, sur la commune de St Michel de Chaillol
- Canal des Combettes (cote 1 300 m): prise d'eau encore utilisée par l'ASA du canal des Combettes, située à l'aval de la confluence avec le ruisseau de Tors
- Canal de Buissard (cote 1 300 m):